# Фастнет (регата)

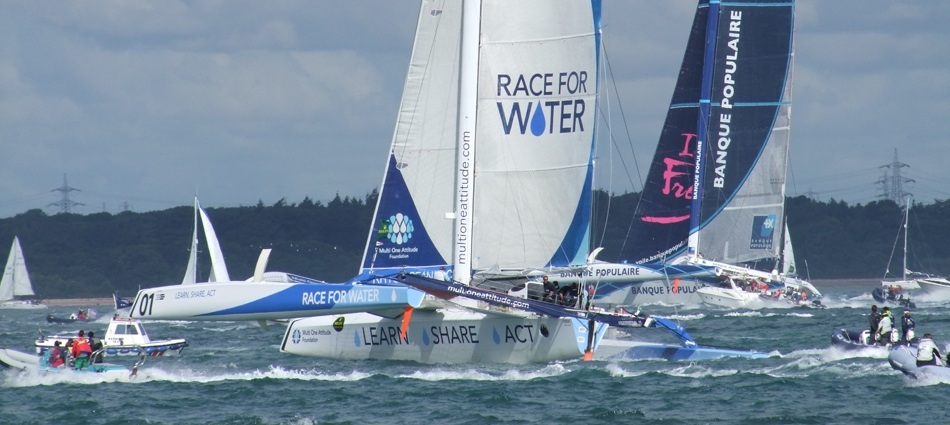
Регата Фастнет в 2011 году

Фастнет (англ. Fastnet) — международная парусная регата. Проходит раз в два года по маршруту Остров Уайт — Лендс-Энд — скала Фастнет (51°23′22″ с. ш. 9°36′08″ з. д.) у южного берега Ирландии — острова Силли — Плимут. Протяжённость маршрута — 1 126 километров.

## История
- 1925: Первая гонка. Из семи стартовавших к финишу приходит четыре яхты. Побеждает яхта «Jolie Brise», выиграв соревнование со временем 158 часов 45 минут.
- 1967: Француз Эрик Табарли выигрывает гонку на яхте «Pen Duick III».
- 1979: Регата проходит в условиях сильного шторма, ставшего причиной гибели пятнадцати участников. Финишировало 105 яхт из 303 стартовавших. Победителем соревнования с корректированным временем стала 18-метровая яхта «Tenacious» американского медиа-магната Теда Тёрнера[1].
- 1985: В ходе регаты переворачивается яхта «Drum» британского поп-исполнителя Саймона Ле Бона. Экипаж до подхода спасателей некоторое время проводит в воде.
- 1999: Российский катамаран "Газпром" (экипаж: Виталий Беляков, Сергей Пульков, Владимир Костров) одержал победу в дивизионе многокорпусных яхт[2].
- 2009: Шведский предприниматель Никлас Зеннстрем выигрывает гонку на яхте «Rán 2»[3].
- 2011: В гонке принимают участие 320 яхт из девятнадцати стран мира. Пройдя гонку за 48 часов и три минуты, победителем по исправленному времени снова становится яхта «Rán 2»  Никласа Зеннстрема[4]. Установлены рекорды среди однокорпусных и многокорпусных яхт. Однокорпусная «Abu Dhabi» класса Volvo Open 70 под управлением Иана Уолкера приходит к финишу за рекордные 42 часа 39 минут[5]. Абсолютно рекордное время показывает 40-метровый тримаран «Banque Populaire V», пройдя трассу за 32 часа 48 минут[6].

Вблизи побережья Ирландии перевернулась 30-метровая яхта «Rambler 100». Экипаж был эвакуирован в Болтимор.
- 2013: 11 августа на старт гонки вышли 347 экипажей из двадцати стран мира[8].
- 2021 год: Яхта Skorpios длиной 43 метра, принадлежащая Дмитрию Рыболовлеву выиграла гонку по абсолютному времени среди однокорпусных судов[9].

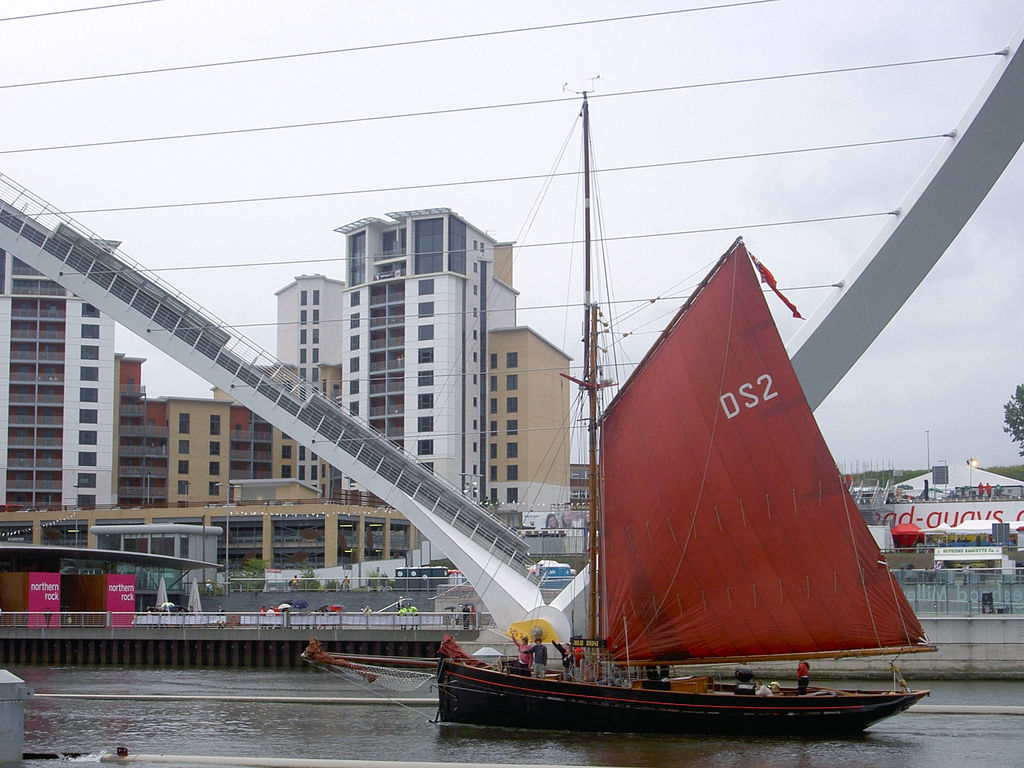
Яхта «Jolie Brise»
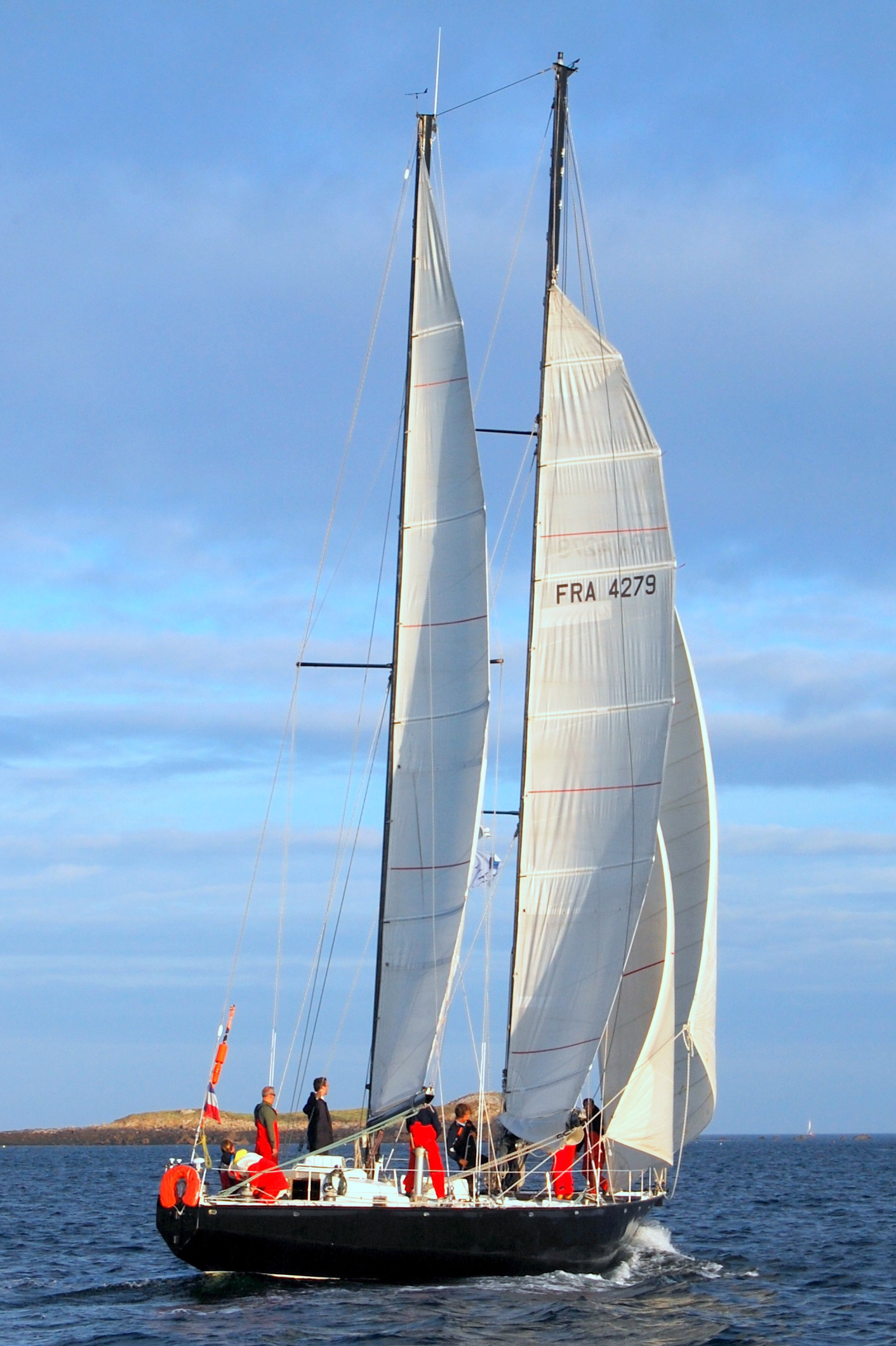
Яхта «Pen Duick III»
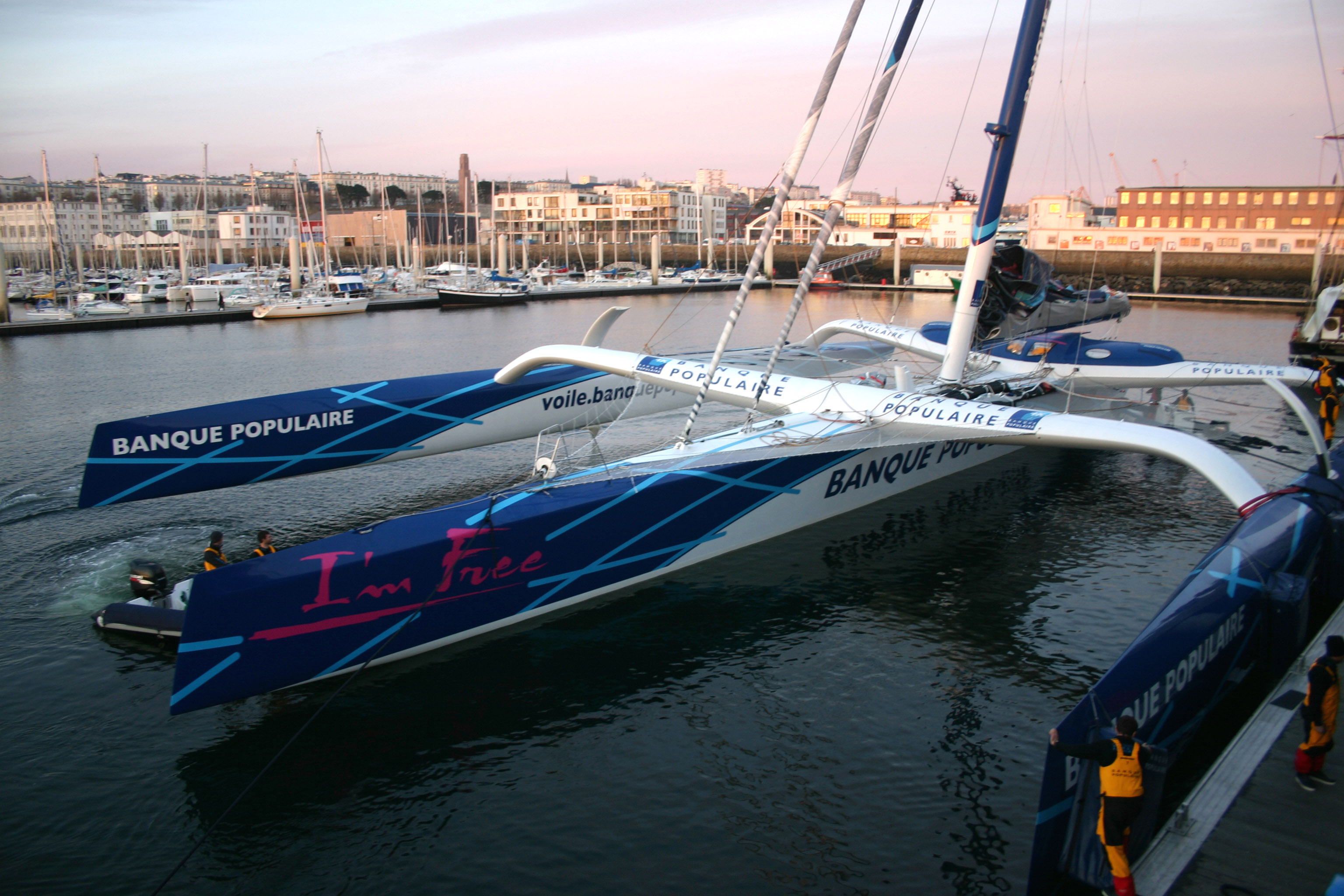
Тримаран «Banque Populaire V»